# Breilly
Breilly là một xã ở tỉnh Somme, vùng Hauts-de-France, Pháp.

## Địa lý
Thị trấn này tọa lạc trên đường D1235, bên hai bờ sông Somme, khoảng 4 dặm Anh về phía tây bắc của Amiens.

## Địa điểm nổi bật
- Lâu đài Breilly

## Dân số
| 1962                                                         | 1968 | 1975 | 1982 | 1990 | 1999 | 2007 |
| ------------------------------------------------------------ | ---- | ---- | ---- | ---- | ---- | ---- |
| 389                                                          | 403  | 419  | 434  | 434  | 465  | 472  |
| Số liệu điều tra dân số từ năm 1962, dân số không tính trùng |      |      |      |      |      |      |